# Diga di Iwaya
La diga di Iwaya (岩屋ダム?, Iwaya damu) è una diga nella prefettura di Gifu, in Giappone. Alimenta una centrale idroelettrica da 288 MW.